# Н.О.Л.Е.
Н.О.Л.Е. је песма групе Београдски синдикат из 2023. године са албума Синдикално пролеће, снимљена у част српског тенисера Новака Ђоковића.

## Информације
Директни стихови који су посвећени Новаку Ђоковићу су у рефрену: Не дам образ ни по коју цену, остајем свој и у најгорем проблему  / Лако је бити херој кад те воле, емоције горе, кидам као Ноле (Као Џокер). Уз ову песму дочекан је Новак на балкону испред Скупштине у Београду 2023. и 2024. године.
Ђоковић је инспирација за песму не само због својих спортских успеха, већ и због људских особина и ставова. На крају песме се чује Новаков цитат.
Свако носи, овај, онај крст који-који може да поднесе, тако да, далеко од тога да-да-да седим овде са вама и да вам говорим колико ми је тешко.
Напротив, захвалан сам на свему што ми живот и Бог дају верујем да су све те не-, и све те околности и ситуације у животу неке животне лекције из којих се ја трудим да извучем неке поуке које ће мени, овај, дозволити да будем боља верзија себе и као човек и наравно као професионални тенисер.— Новак Ђоковић
Песма се осврће на негативан став јавности и тешкоће које је тенисер имао на путу до светске славе и успеха. Стихови Нудили све су, вечеру за веру / Дрешили кесу да напустим земљу односе се на представнике Уједињеног Краљевства који су Новаку нудили пасош да игра за њихову државу.